# Lesquin
Cet article possède un paronyme, voir Lesquen.
Pour les articles homonymes, voir Lesquin (homonymie).
Lesquin (prononcé : [lekɛ̃]) est une commune française, située dans le département du Nord en région Hauts-de-France. Elle fait partie de la Métropole européenne de Lille.

## Géographie

### Localisation
Lesquin se situe dans le Mélantois en Flandre romane à 5,7 km au sud-est de Lille (8 km par la route).
En raison du Centre Régional de Transport et de l'aéroport de Lille-Lesquin situés en partie sur le territoire de la commune, la ville tire une grande partie de sa richesse de la circulation des passagers et marchandises. Dans la proche banlieue Sud-Est de Lille, c'est une ville essentiellement résidentielle, en pleine croissance.
| Ronchin          | Lezennes | Villeneuve-d'Ascq (par un quadripoint) |
| Faches-Thumesnil | Lesquin  | Sainghin-en-Mélantois                  |
| Vendeville       | Fretin   |                                        |

### Hydrographie

#### Réseau hydrographique
La commune est située dans le bassin Artois-Picardie. Elle est drainée par le Merchin,.

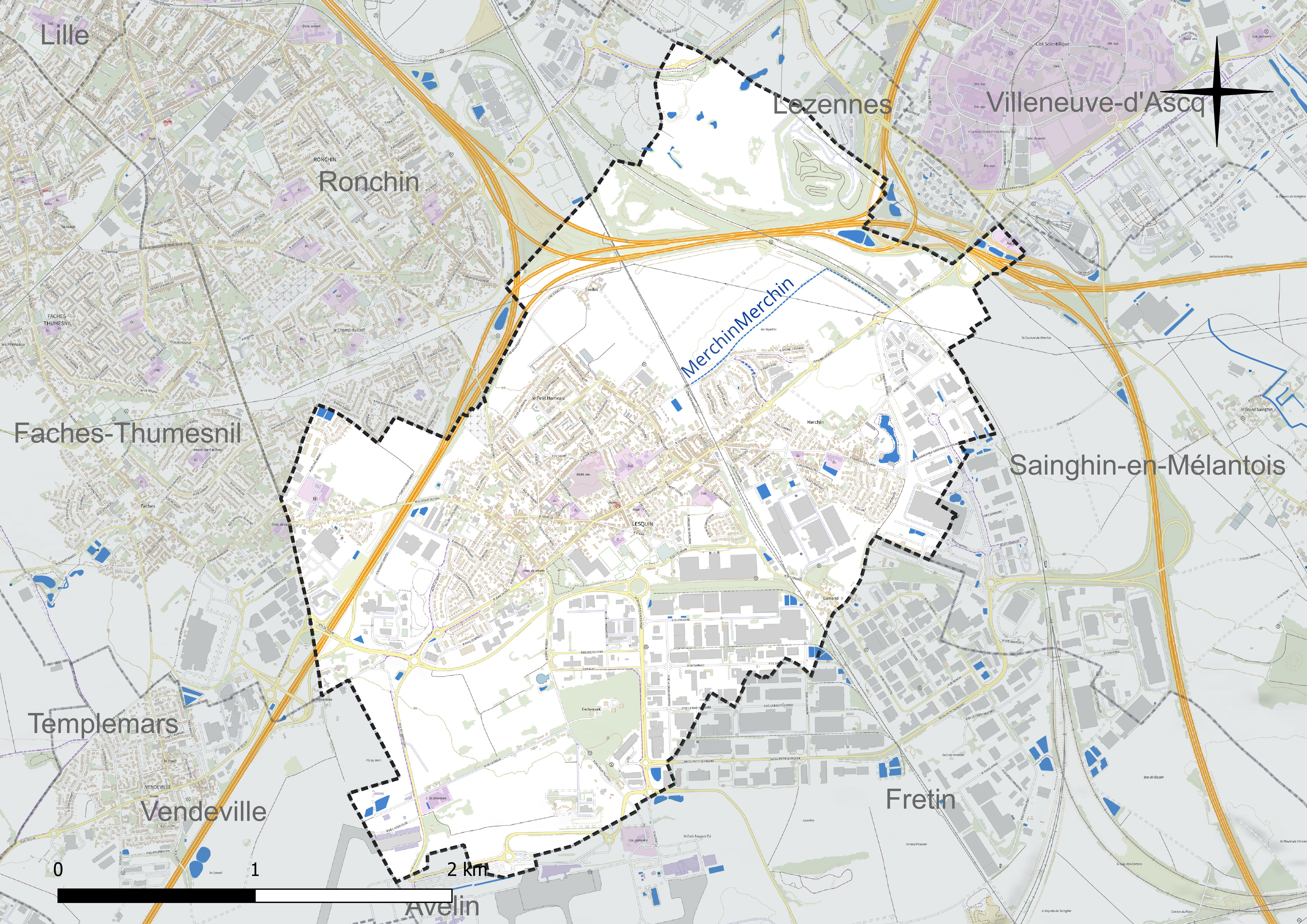
Réseau hydrographique de Lesquin.

#### Gestion et qualité des eaux
Le territoire communal est couvert par le schéma d'aménagement et de gestion des eaux (SAGE) « Marque Deûle ». Ce document de planification concerne un territoire de 1 120 km2 de superficie, délimité par les bassins versants de la Marque et de la Deûle, formant une vaste cuvette sédimentaire de 40 km de long et de 25 km de large, où la pente est très faible. Le périmètre a été arrêté le 2 décembre 2005 et le SAGE proprement dit a été approuvé le 9 mars 2020. La structure porteuse de l'élaboration et de la mise en œuvre est la Métropole européenne de Lille. 
La qualité des cours d'eau peut être consultée sur un site dédié géré par les agences de l'eau et l'Agence française pour la biodiversité. 

### Climat
Pour des articles plus généraux, voir Climat des Hauts-de-France et Climat du Nord.
En 2010, le climat de la commune est de type climat océanique dégradé des plaines du Centre et du Nord, selon une étude du CNRS s'appuyant sur une série de données couvrant la période 1971-2000. En 2020, Météo-France publie une typologie des climats de la France métropolitaine dans laquelle la commune est exposée à un climat océanique et est dans la région climatique  Nord-est du bassin Parisien, caractérisée par un ensoleillement médiocre, une pluviométrie moyenne régulièrement répartie au cours de l'année et un hiver froid (3 °C). 
Pour la période 1971-2000, la température annuelle moyenne est de 10,5 °C, avec une amplitude thermique annuelle de 14,3 °C. Le cumul annuel moyen de précipitations est de 706 mm, avec 11,9 jours de précipitations en janvier et 9,2 jours en juillet. Pour la période 1991-2020, la température moyenne annuelle observée sur la station météorologique installée sur la commune est de 11,3 °C et le cumul annuel moyen de précipitations est de 740,0 mm,. Pour l'avenir, les paramètres climatiques de la commune estimés pour 2050 selon différents scénarios d'émission de gaz à effet de serre sont consultables sur un site dédié publié par Météo-France en novembre 2022.
| Mois                                  | jan.             | fév.             | mars           | avril           | mai             | juin            | jui.           | août           | sep.           | oct.            | nov.            | déc.             | année      |
| ------------------------------------- | ---------------- | ---------------- | -------------- | --------------- | --------------- | --------------- | -------------- | -------------- | -------------- | --------------- | --------------- | ---------------- | ---------- |
| Température minimale moyenne (°C)     | 1,7              | 1,9              | 3,8            | 5,9             | 9,3             | 12,1            | 14,2           | 14             | 11,4           | 8,4             | 4,9             | 2,3              | 7,5        |
| Température moyenne (°C)              | 4,1              | 4,7              | 7,5            | 10,5            | 13,8            | 16,7            | 18,9           | 18,8           | 15,8           | 11,9            | 7,6             | 4,7              | 11,3       |
| Température maximale moyenne (°C)     | 6,6              | 7,5              | 11,2           | 15              | 18,4            | 21,3            | 23,7           | 23,7           | 20,2           | 15,4            | 10,3            | 7                | 15         |
| Record de froid (°C) date du record   | −19,5 14.01.1982 | −17,8 21.02.1956 | −10,5 13.03.13 | −4,7 09.04.1968 | −2,3 03.05.1967 | 0 02.06.1962    | 3,4 05.07.1964 | 3,9 31.08.1956 | 1,2 23.09.1979 | −4,4 28.10.1950 | −7,8 24.11.1998 | −17,3 29.12.1964 | −19,5 1982 |
| Record de chaleur (°C) date du record | 15,2 18.01.07    | 19 24.02.21      | 24,8 31.03.21  | 27,9 15.04.07   | 31,7 27.05.05   | 34,8 28.06.1947 | 41,5 25.07.19  | 37,1 08.08.20  | 35,1 15.09.20  | 27,8 01.10.11   | 20,3 06.11.18   | 16,1 31.12.22    | 41,5 2019  |
| Ensoleillement (h)                    | 622              | 736              | 1 273          | 1 759           | 1 957           | 2 015           | 2 097          | 1 968          | 1 553          | 1 153           | 617             | 525              | 16 274     |
| Précipitations (mm)                   | 58,2             | 50,8             | 52,1           | 45,3            | 61,6            | 63,7            | 67,8           | 71,3           | 56,8           | 64,1            | 75              | 73,3             | 740        |

## Urbanisme

### Typologie
Au 1er janvier 2024, Lesquin est catégorisée grand centre urbain, selon la nouvelle grille communale de densité à sept niveaux définie par l'Insee en 2022.
Elle appartient à l'unité urbaine de Lille (partie française), une agglomération internationale regroupant 60  communes, dont elle est une commune de la banlieue,,. Par ailleurs la commune fait partie de l'aire d'attraction de Lille (partie française), dont elle est une commune du pôle principal,. Cette aire, qui regroupe 201 communes, est catégorisée dans les aires de 700 000 habitants ou plus (hors Paris),.

### Occupation des sols
L'occupation des sols de la commune, telle qu'elle ressort de la base de données européenne d'occupation biophysique des sols Corine Land Cover (CLC), est marquée par l'importance des territoires artificialisés (75,2 % en 2018), en augmentation par rapport à 1990 (46,8 %). La répartition détaillée en 2018 est la suivante : 
zones industrielles ou commerciales et réseaux de communication (37,2 %), zones urbanisées (27 %), terres arables (24,8 %), espaces verts artificialisés, non agricoles (11 %). L'évolution de l'occupation des sols de la commune et de ses infrastructures peut être observée sur les différentes représentations cartographiques du territoire : la carte de Cassini (XVIIIe siècle), la carte d'état-major (1820-1866) et les cartes ou photos aériennes de l'IGN pour la période actuelle (1950 à aujourd'hui).

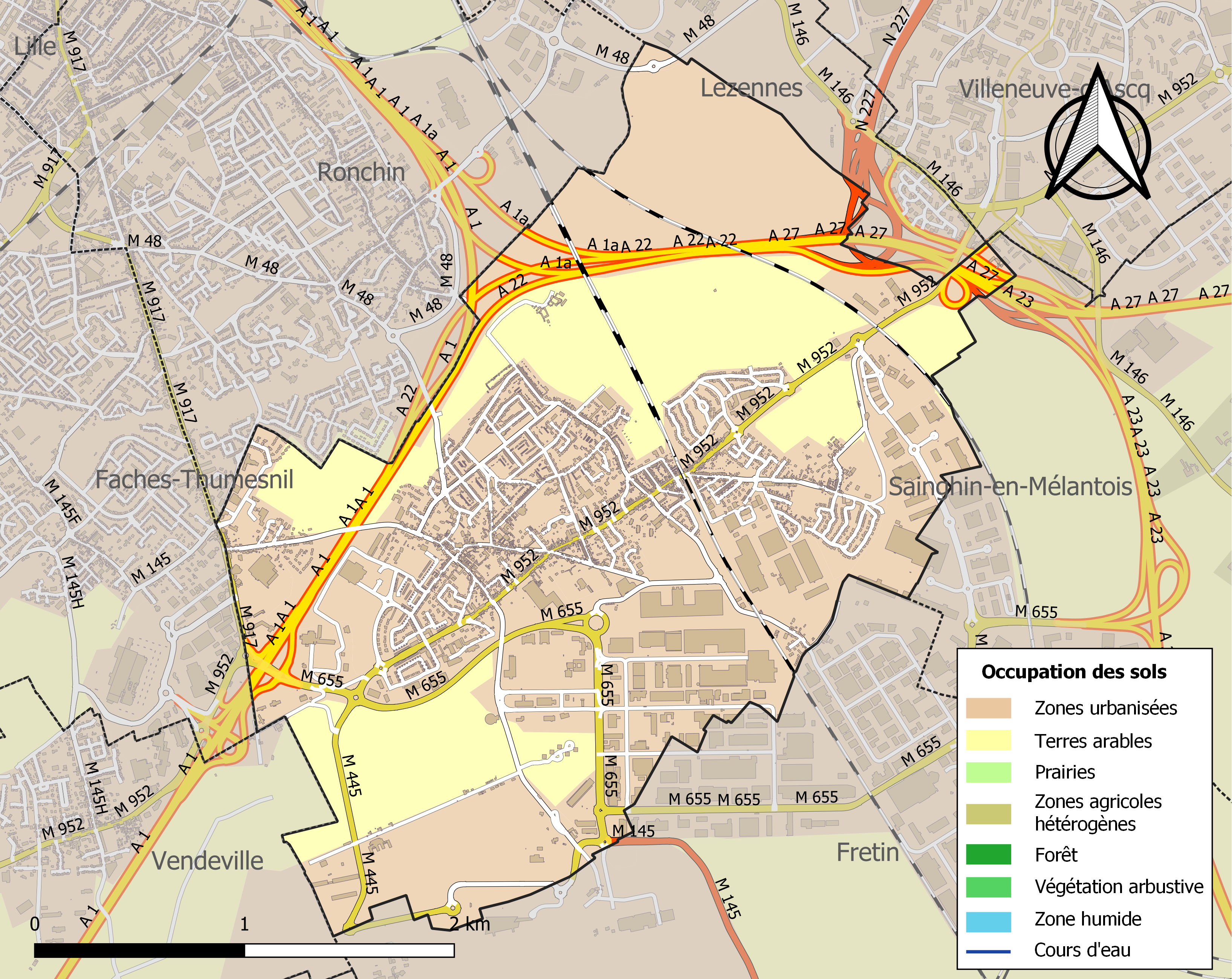
Carte des infrastructures et de l'occupation des sols de la commune en 2018 (CLC).

### Voies de communication et transports
- L'aéroport de Lille - Lesquin se situe en partie sur le territoire de la commune.
- La commune possède une gare SNCF ouverte située sur la ligne de Fives à Hirson (ligne TER Hauts-de-France Lille-Flandres - Orchies - Valenciennes - Aulnoye-Aymeries - Jeumont). Ainsi, cette gare permet aux lesquinois de se rendre en train à Lille, Orchies, Valenciennes, Cambrai, Aulnoye-Aymeries, Maubeuge, Jeumont, Hirson ou Charleville-Mézières.
- La ville est traversée et desservie par plusieurs autoroutes : l'A1 via la sortie pour l'aéroport et Faches-Thumesnil, l'A23 et l'A27 qui ont chacune une sortie pour Lesquin.
- La commune est desservie par 15, 68, Z2, Z3, Z8, 919, 920 et 921 du réseau Ilévia. Elle est également desservie par les lignes 855 et 871 du réseau interurbain Arc-en-Ciel 2.

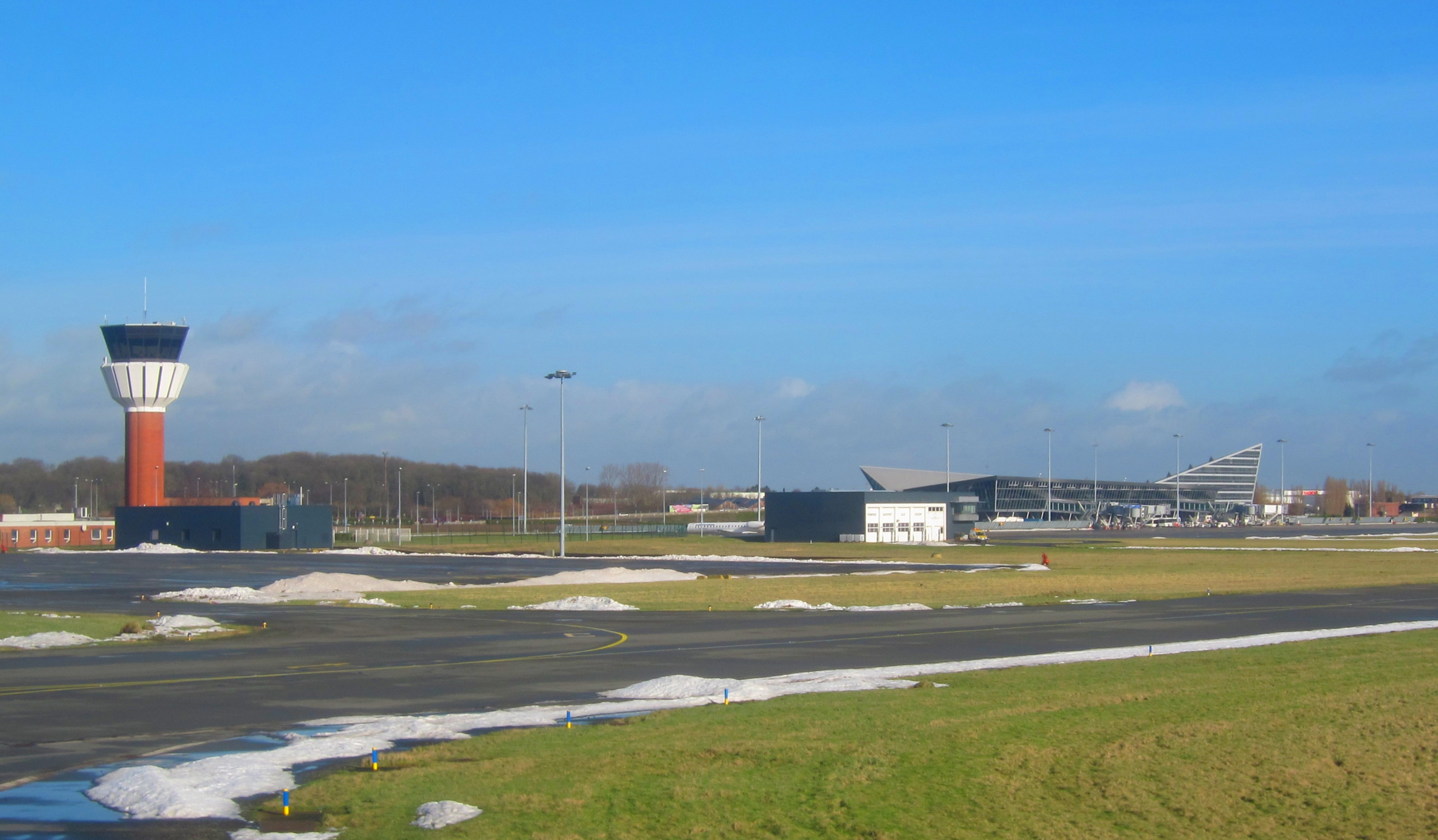
L'aéroport.
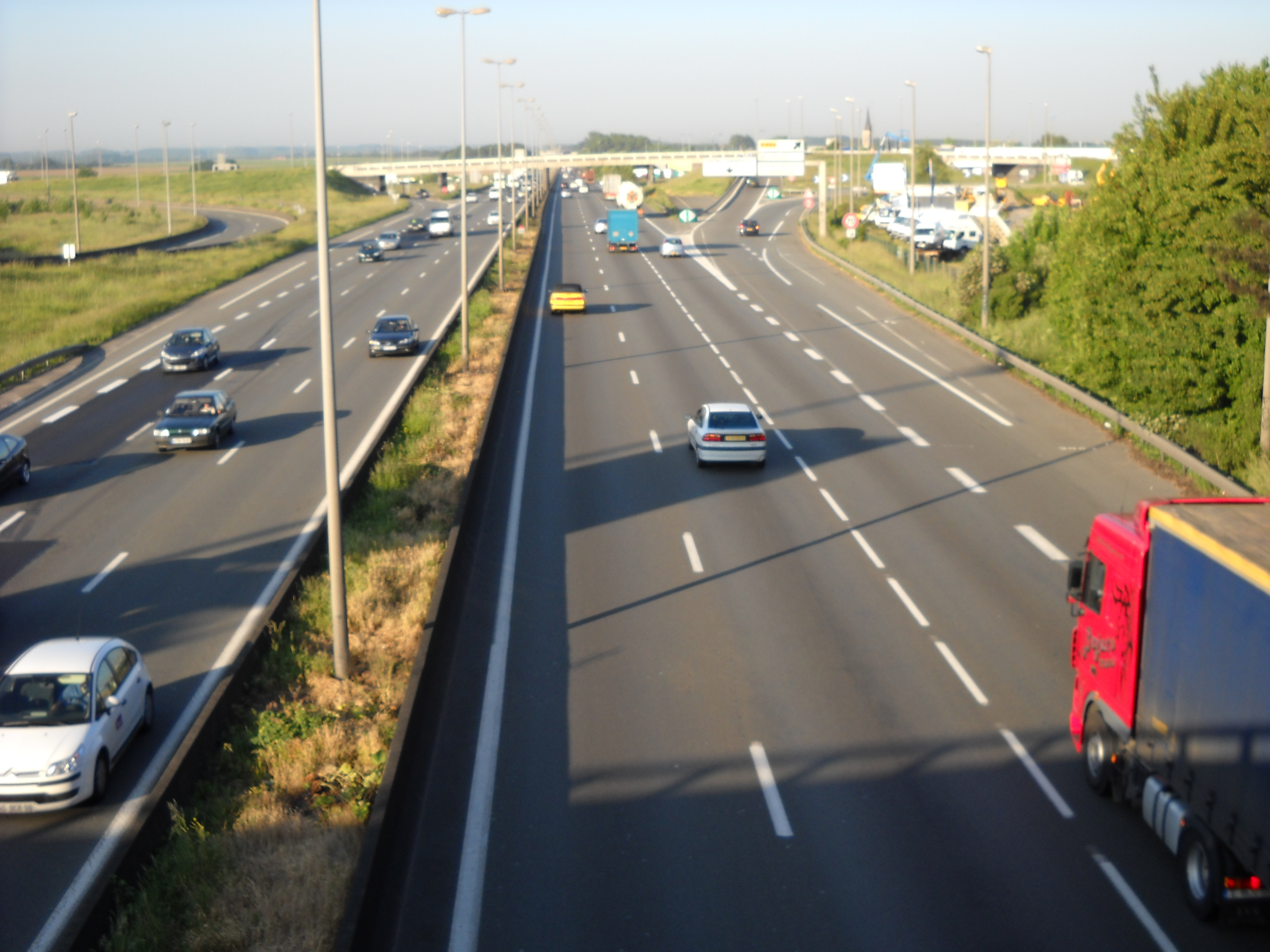
L'A1 à hauteur de la commune.
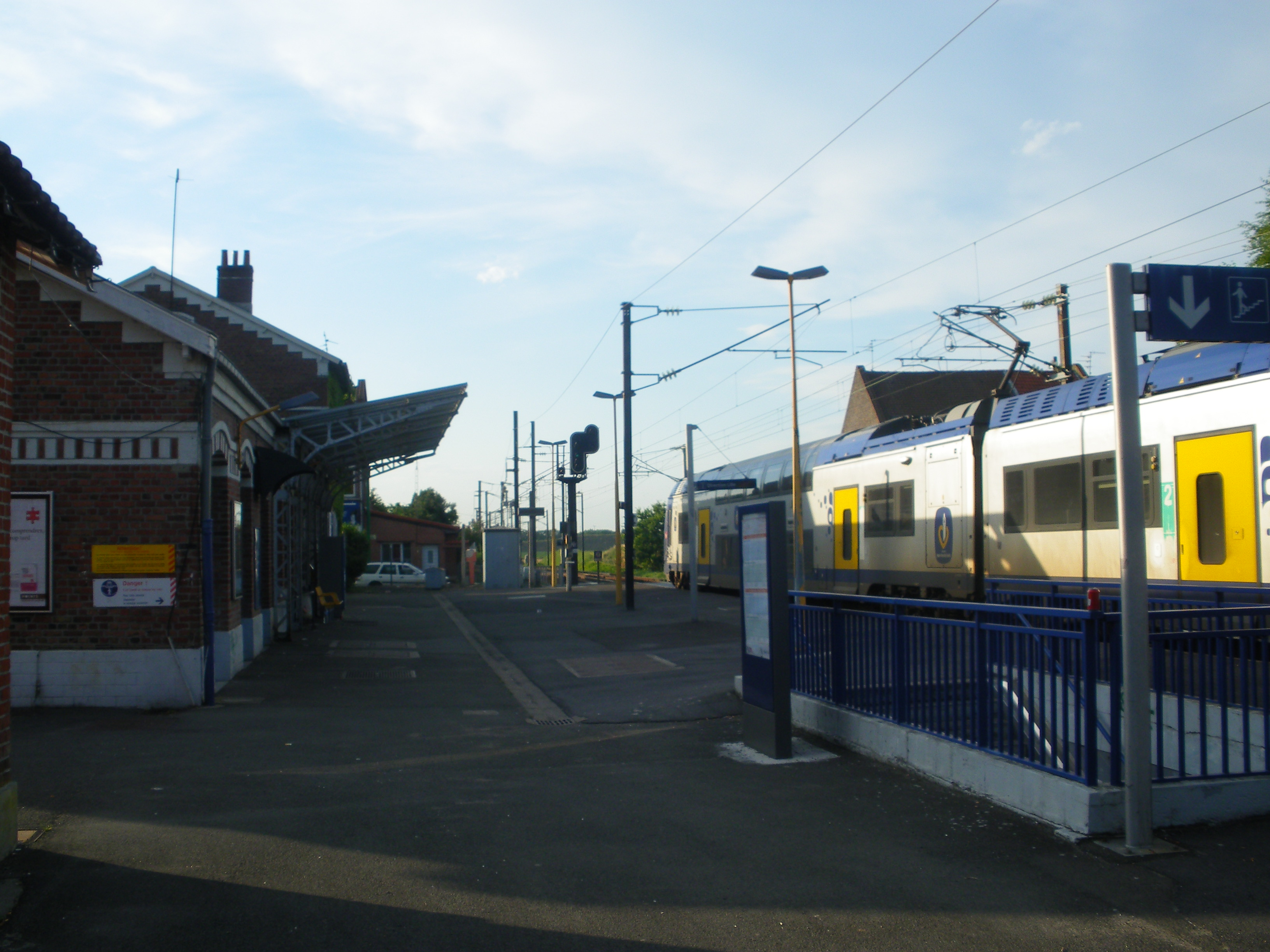
La gare.

## Toponymie

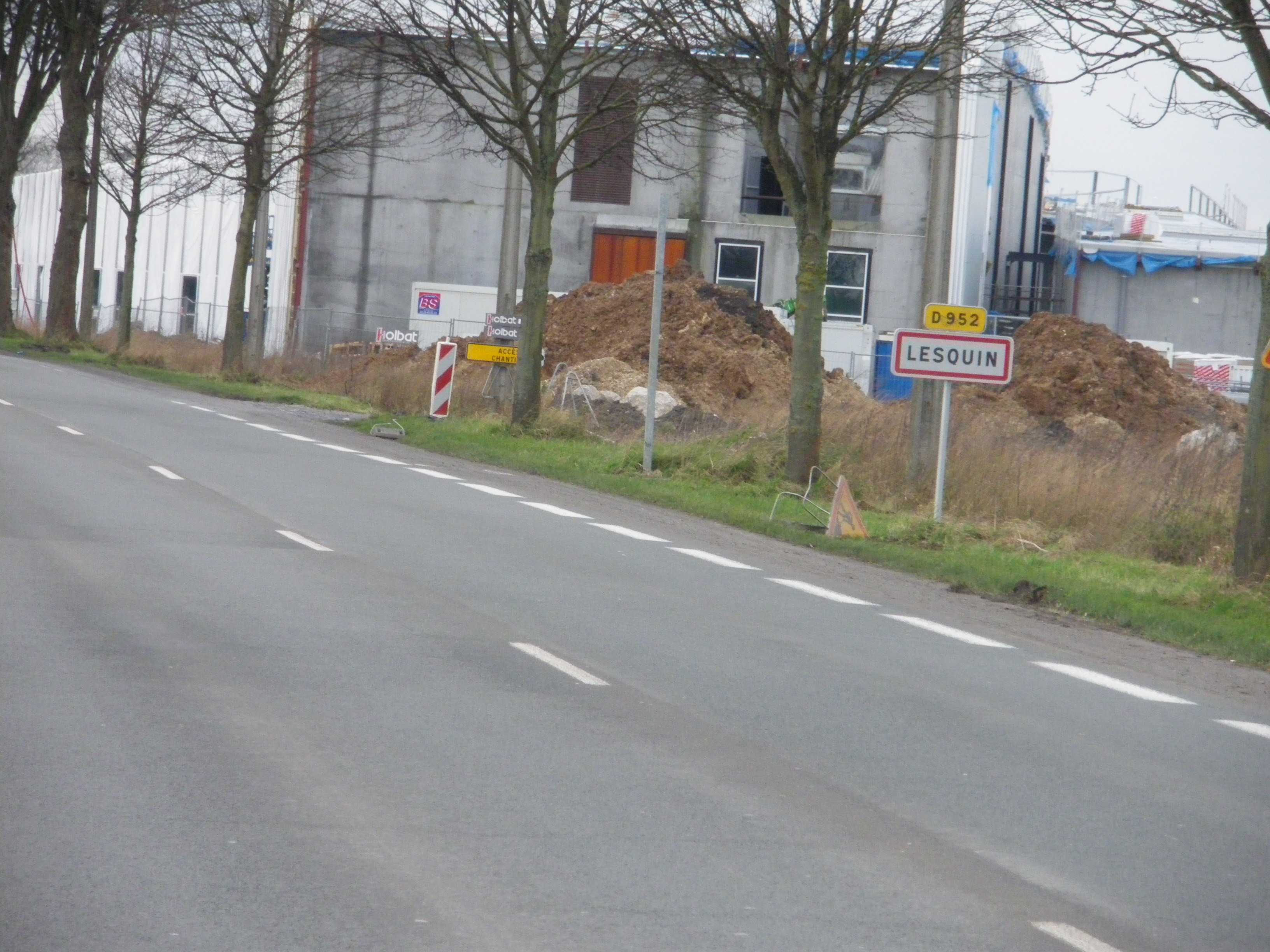
Panneau d'entrée de la commune.

L'orthographe du nom de la commune a beaucoup évolué au cours des siècles : Lechin au XIe siècle, Leschin au XIIe siècle, Leskin au XIIIe siècle, Lesking au XIVe siècle, Lecquyn au XVIe siècle.
« On a dit que Lesquin, Lechin était pour le chin, le clos… Mais Lekin est plus vraisemblablement un nom d'origine germanique et paraît être Lekem, Lec-Hem, composé de la finale « hem », « hein » : demeure, habitation, et d'un préfixe… Diversement interprété : Leckem, village de la Flandre-Occidentale : demeure humide, de Lecken, suinter ».

## Histoire
Une nécropole mérovingienne y a été découverte.
Lechin est mentionné en 1066 dans l'acte de fondation du chapitre Saint-Pierre de Lille, que le comte de Flandre dota d'une résidence située dans le village.
Avant la Révolution française, Lesquin était le siège de plusieurs seigneuries.
La seigneurie principale de Lesquin est achetée au XVe siècle par Daniel Thieulaine, issu d'une famille de bourgeois de Lille. Daniel Thieulaine est le fils de Gérard Thieulaine, bourgeois de Lille, juré, échevin de la ville, et de Sainte de Tenremonde (famille de Tenremonde). Il est lui-même bourgeois de Lille le 27 octobre 1431, juré puis échevin à quelques reprises. Il est nommé le 22 juin 1438 conseiller et maitre général  des monnaies du duc de Bourgogne Charles le Téméraire. Charles VII l'anoblit par lettres patentes données à Angers le 23 janvier 1440. Il meurt à Lille le 15 octobre 1458, est inhumé près de son père dans l'ancienne église Saint-Étienne de Lille.
Marguerite Vredière , veuve de Jean du Bosquiel, en son vivant bourgeois, marchand de Lille, bénéficie le 27 septembre 1459 de lettres d'anoblissement données à Bruxelles. Elle a versé 200 lions d'or de 60 gros pièce pour faire enregistrer ces lettres. Son mari avait acheté un fief de 10 bonniers relevant de Henri de Tenremonde. Marguerite, depuis son veuvage a acheté la seigneurie de Lesquin à Gérard Thieulaine, qui l'avait lui-même achetée à Jean Gantois, lequel l'avait acquise lors de la vente des biens de feu Daniel Thieulaine, frère de Gérard. Marguerite Vredière a demandé ces lettres d'anoblissement parce qu'on voulait la contraindre à payer le droit de nouvel acquêt, du fait qu'elle n'était pas noble. Les du Bosquiel ont pour armes : « D'azur au canton d'argent ». Cimier : « Une liconne (licorne?) d'argent ».
En 1700, Philippe Albert de Kessel, écuyer, est seigneur de Lesquin et de Wattignies. Il est fils de Michel de Kessel et de Bonne Françoise d'Hénin de Wambrechies. Il est marié à Marie Charlotte de Lannoy, fille du comte de Lannoy (maison de Lannoy), dont la sœur fut fille d'honneur de la reine défunte (probablement Marie-Thérèse d'Autriche) et est actuellement dame douairière de Montreuil. Philippe Albert de Kessel bénéficie en août 1700 de lettres données à Versailles érigeant en comté la terre de Wattignies.
Parmi les seigneuries de Lesquin, figuraient celle de Warigny ou encore celle de Gamans.
Dominique Albert de Lannoy, fils de Jacques de Lannoy, bourgeois de Lille, et de Madeleine des Rumeaux, est seigneur de Warigny à Lesquin à la fin du XVIIe siècle et au début du XVIIIe siècle. Il devient bourgeois de Lille le 20 mars 1677, receveur des Marthes (?) de 1683 à 1722. Il meurt à Lille le 8 mars 1728. Il épouse à Lille le 26 janvier 1677 Catherine Duvivier (1653-1723), fille de Baudouin et de Marie de Fourmestraux. Elle nait à Lille en janvier 1653 (baptisée le 5 janvier 1653) et meurt à Lille le 20 décembre 1723.
Au XVIe siècle, Guillaume Petitpas, fils de Jean, seigneur des Oursins à Verlinghem, de Duretête à Annappes, bourgeois de Lille et de Marie de Bailleul, dame de la Gacherie et de La Moussonnerie, devient bourgeois de Lille le 12 juillet 1523. Il meurt le 14 septembre 1558. Il a considérablement augmenté ses biens : il achète le fief de Carnin à Gondecourt le 15 juin 1529, la Pontenerie à Roubaix le 4 janvier 1532, la Tannerie à Wattrelos en 1533, la Mousserie à Roubaix, Warcoing, Gamans à Lesquin le 20 mars 1539, le Quesnoy à Wasquehal en 1549, Champagne à Deulémont le 27 septembre 1550, le Petit Erin à Erquinghem-Lys en 1551, la Haye en 1554. Il se marie en 1523 avec Jeanne Segon, fille de Noël, et de Louise du Croquet. Son épouse meurt le 16 mai 1584. Elle est enterrée à côté de son mari, dans la chapelle Sainte-Anne de l'église Sainte-Catherine de Lille.
Hippolyte Petitpas Ier (vers 1530-1585), fils de Guillaume est seigneur de Gamans. Il nait vers 1530, obtient une licence de droit, devient bourgeois de Lille le 27 août 1548. Il se fait connaitre par un certain talent en poésie latine. Il meurt le 6 décembre 1585. Il prend pour femme Françoise Degardin dame d'Orlencourt. Elle meurt le 26 décembre 1612, est inhumée dans l'église Sainte-Catherine de Lille.
Hippolyte Petitpas II est le petit-fils de Guillaume, le neveu d'Hippolyte Ier, il hérite entre autres du fief de Gamans. Fils de Charles, bourgeois de Lille, échevin puis mayeur (maire) de Lille, connétable souverain des arbalétriers de Lille, anobli en 1600, et de Barbe Muyssart, Hippolyte II est écuyer, seigneur de Walle, la Pontennerie (sur Roubaix), Gamans, les Oursins (sur Verlinghem) etc.. Licencié en droit, bourgeois de Lille le 11 avril 1586, il devient conseiller du roi, nommé avocat fiscal du roi par lettres données à Bruges le 30 mai 1588 (la région est alors sous domination espagnole  Pays-Bas espagnols). Il meurt vers 1624, considéré comme savant jurisconsulte. Il achète de Gaspard de Harchies le 2 septembre 1589 le fief du Parcq (peut-être Le Parcq) et obtient en 1603 et 1623 d'être déchargé du droit de francfief du fait de son état de noble. Il épouse Marguerite Flameng, dame de la Boutillerie, de la Deseure à Bondues, de la Phalecque à Linselles, morte en 1636; elle était fille de Jacques et de Marguerite Fremault.
Jeanne Petitpas (1613-1688), fille d'Hippolyte II, est dame de Gamans, Lannoy, Rocq. Elle nait à Lille en juillet 1613 (baptisée le 22 juillet 1613) et meurt le 17 février 1688, à 74 ans. Elle se marie à Lille le 15 juin 1636 avec François de Vitry, chevalier, seigneur du Breucq, de La Louvière, né à Saint-Omer, mort le 20 mars 1656. Les deux ont été inhumés dans l'église de Lambres.

### Situation administrative

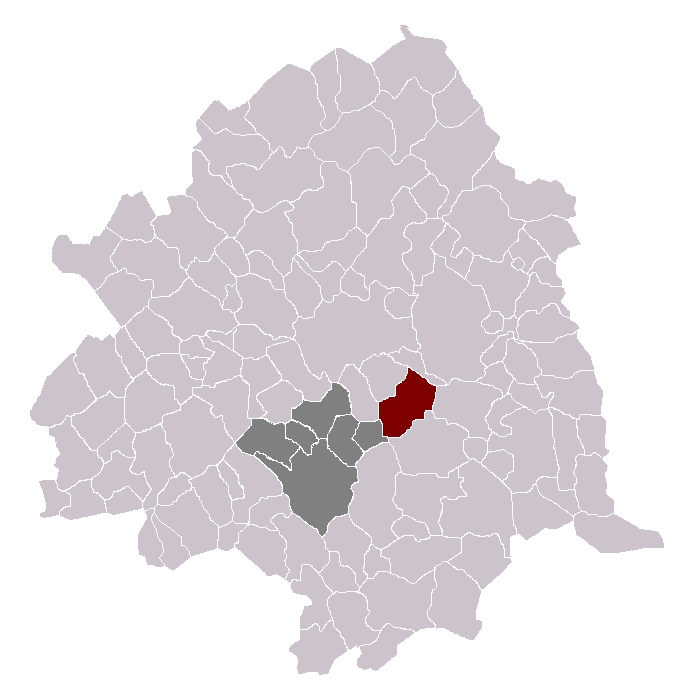
Lesquin dans son canton et son arrondissement.

### Liste des maires

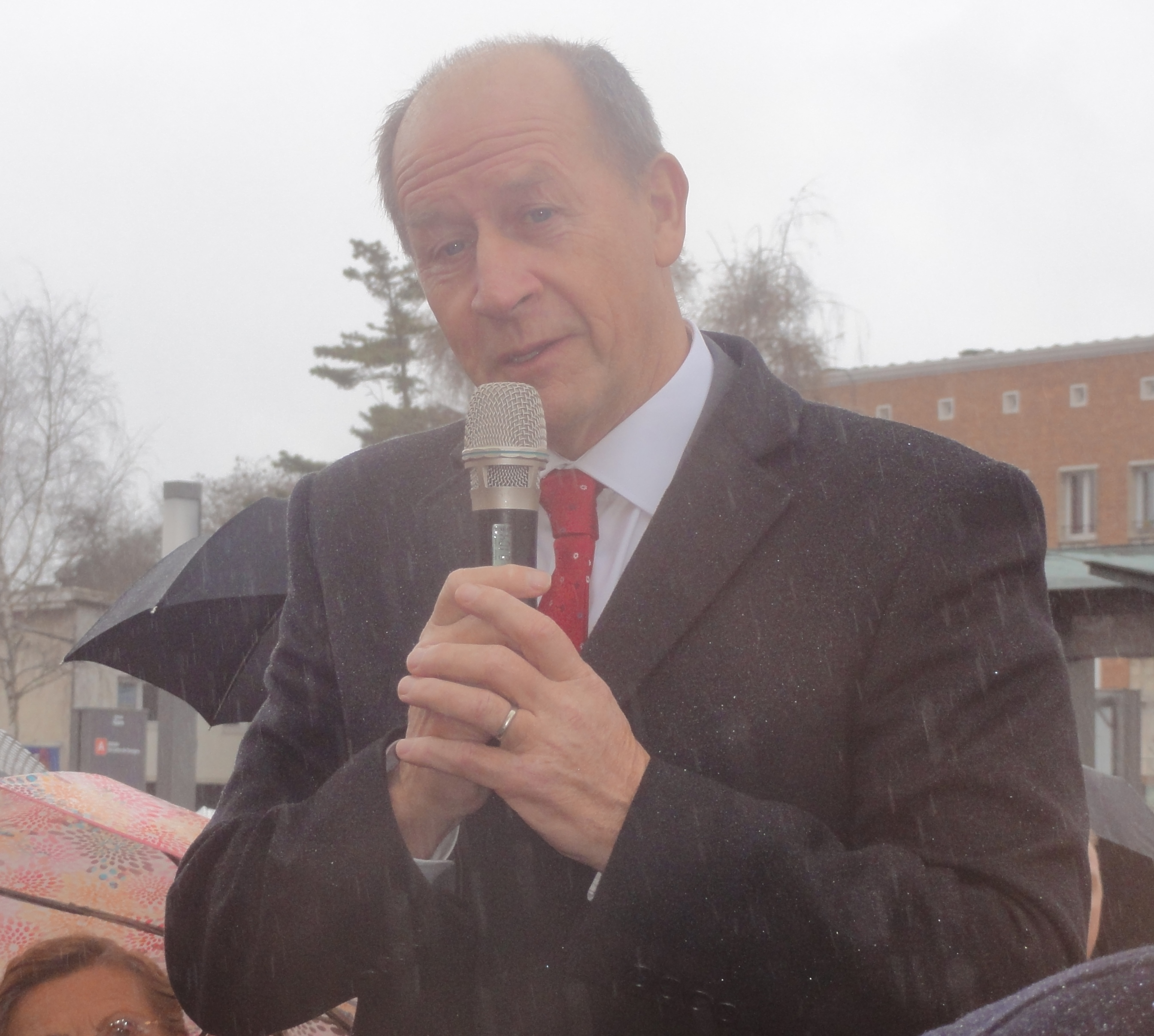
Dany Wattebled lors de la manifestation contre la suppression des dessertes TGV en gare de Douai du 2 mars 2019.

## Politique et administration

### Politique environnementale
En 2008, la commune a été classée deux fleurs au concours des villes et villages fleuris,.

### Jumelages
- Linnich (Allemagne)
- Bafoulabé (Mali)

## Population et société

### Démographie

#### Évolution démographique
L'évolution du nombre d'habitants est connue à travers les recensements de la population effectués dans la commune depuis 1793. Pour les communes de moins de 10 000 habitants, une enquête de recensement portant sur toute la population est réalisée tous les cinq ans, les populations de référence des années intermédiaires étant quant à elles estimées par interpolation ou extrapolation. Pour la commune, le premier recensement exhaustif entrant dans le cadre du nouveau dispositif a été réalisé en 2004.

En 2022, la commune comptait 9 356 habitants, en évolution de +18,25 % par rapport à 2016 (Nord : +0,51 %, France hors Mayotte : +2,11 %).
| 1793 | 1800 | 1806 | 1821 | 1831  | 1836  | 1841  | 1846  | 1851  |
| ---- | ---- | ---- | ---- | ----- | ----- | ----- | ----- | ----- |
| 888  | 786  | 946  | 980  | 1 118 | 1 180 | 1 213 | 1 249 | 1 274 |

| 1856  | 1861  | 1866  | 1872  | 1876  | 1881  | 1886  | 1891  | 1896  |
| ----- | ----- | ----- | ----- | ----- | ----- | ----- | ----- | ----- |
| 1 297 | 1 296 | 1 293 | 1 329 | 1 361 | 1 335 | 1 356 | 1 403 | 1 414 |

| 1901  | 1906  | 1911  | 1921  | 1926  | 1931  | 1936  | 1946  | 1954  |
| ----- | ----- | ----- | ----- | ----- | ----- | ----- | ----- | ----- |
| 1 810 | 1 925 | 2 112 | 2 243 | 3 019 | 3 893 | 3 721 | 3 559 | 4 073 |

| 1962  | 1968  | 1975  | 1982  | 1990  | 1999  | 2004  | 2006  | 2009  |
| ----- | ----- | ----- | ----- | ----- | ----- | ----- | ----- | ----- |
| 4 010 | 4 319 | 5 302 | 5 311 | 5 660 | 6 010 | 6 347 | 6 432 | 6 316 |

| 2014  | 2019  | 2022  | - | - | - | - | - | - |
| ----- | ----- | ----- | - | - | - | - | - | - |
| 7 249 | 9 012 | 9 356 | - | - | - | - | - | - |

Du XVe siècle, jusqu'à la fin du XIXe siècle, la population s'accroît lentement. En effet, on comptait 500 habitants en 1498. Au milieu du XVIIIe siècle, on n'en comptait encore que 550. Au cours du XIXe siècle, de 1180 habitants en 1836, la population passe à 1 389 habitants en 1891 ; soit une croissance dix fois inférieure à la moyenne nationale. Par contre, à la suite de l'implantation d'usines (notamment l'aciérie Haine-Saint-Pierre), l'évolution sera plus rapide entre 1891 et 1911 (2 125 habitants). Cet accroissement durera jusqu'en 1931, où l'on compte 3 893 habitants. L'accroissement est alors deux fois supérieur à la moyenne nationale. La seconde guerre mondiale entraînera une régression des naissances et l'accroissement des décès à Lesquin. Jusqu'en 1954, le nombre des naissances variera de 36 à 52. Entre 1964 et 1972, la création du lotissement « le petit hameau » amènera à Lesquin une nouvelle masse de population (plus de 1 500 habitants).

#### Pyramide des âges
La population de la commune est relativement jeune.
En 2018, le taux de personnes d'un âge inférieur à 30 ans s'élève à 40,4 %, soit au-dessus de la moyenne départementale (39,5 %). À l'inverse, le taux de personnes d'âge supérieur à 60 ans est de 17,1 % la même année, alors qu'il est de 22,5 % au niveau départemental.
En 2018, la commune comptait 4 217 hommes pour 4 418 femmes, soit un taux de 51,16 % de femmes, légèrement inférieur au taux départemental (51,77 %).
Les pyramides des âges de la commune et du département s'établissent comme suit.
| Hommes | Classe d’âge | Femmes |
| ------ | ------------ | ------ |
| 0,2    | 90 ou +      | 0,9    |
| 4,0    | 75-89 ans    | 6,4    |
| 10,8   | 60-74 ans    | 12,0   |
| 19,2   | 45-59 ans    | 19,2   |
| 23,2   | 30-44 ans    | 23,2   |
| 19,9   | 15-29 ans    | 18,1   |
| 22,6   | 0-14 ans     | 20,3   |

| Hommes | Classe d’âge | Femmes |
| ------ | ------------ | ------ |
| 0,5    | 90 ou +      | 1,4    |
| 5,3    | 75-89 ans    | 8,1    |
| 14,8   | 60-74 ans    | 16,2   |
| 19,1   | 45-59 ans    | 18,4   |
| 19,5   | 30-44 ans    | 18,7   |
| 20,7   | 15-29 ans    | 19,1   |
| 20,2   | 0-14 ans     | 18     |

### Santé
- Clinique Lille Sud : chirurgie, orthopédie, stomatologie, otho-rhino-laryngologie et urgence de la main. (Services maternité fermés en 2008)[29]

### Enseignement
Lesquin fait partie de l'académie de Lille. Lesquin compte plusieurs écoles, dont :
- L'école maternelle Henri-Ghesquière
- L'école maternelle Victor-Hugo
- L'école primaire Louis-Pasteur (CP et CE1)
- L'école primaire Jean-Mermoz (CE2, CM1 et CM2)
- Le collège Charlemagne
- Le collège Théodore-Monod, anciennement collège Paul-Verlaine (le nom a changé en l'an 2000) rue Sadi-Carnot
- CFA de Lesquin (dépend de l'institut de Genech) formation en alternance

### Sports

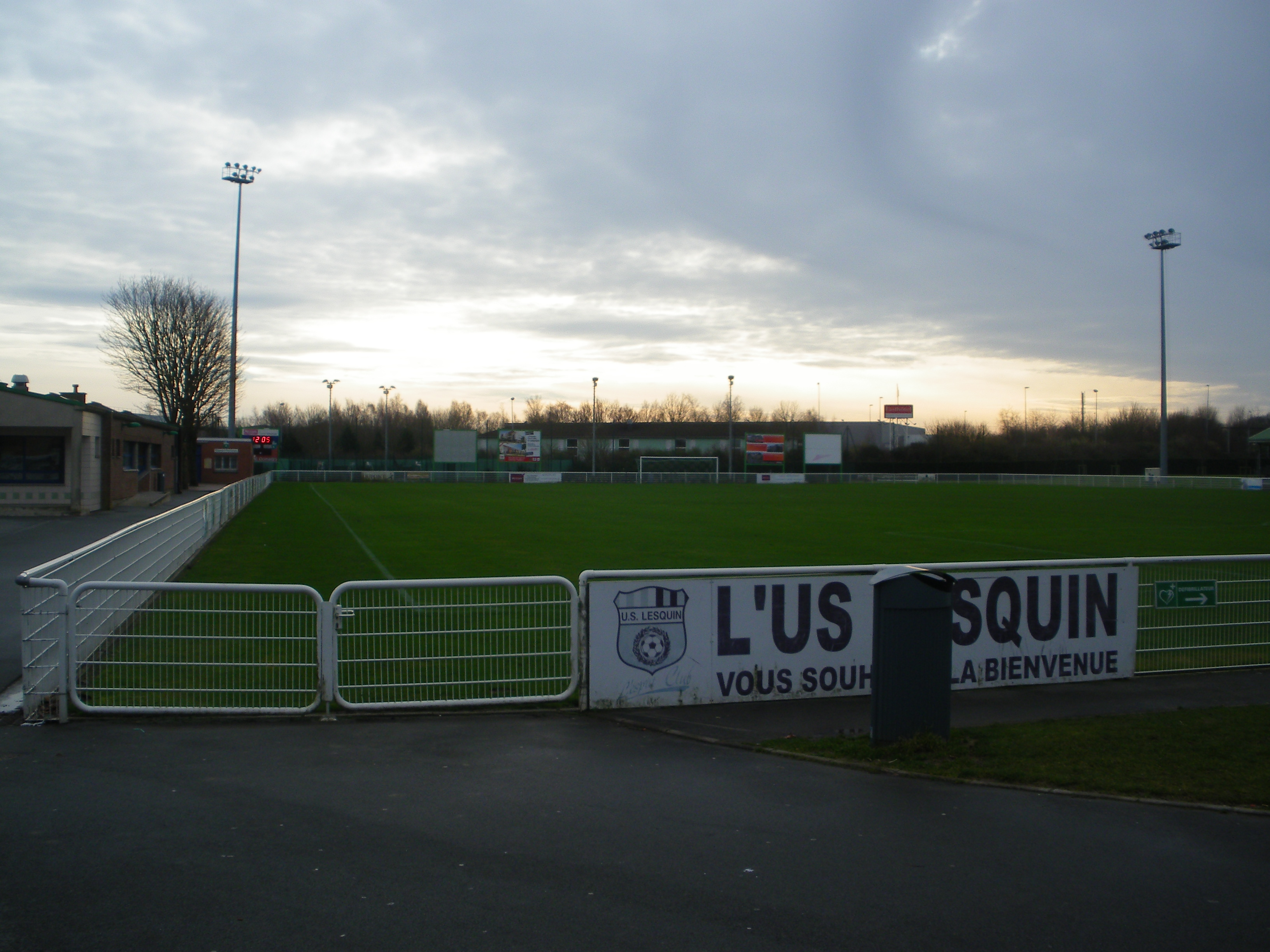
Le stade Jean-Pierre Papin, où joue l'US Lesquin.

| - US Lesquin : club de football évoluant en CFA 2. - BC Lesquin : club de basket-ball. - Tennis-Club Lesquin - VC Lesquin : club de cyclisme. - Lesquin Volley Ball - Judo Club Lesquinois - A.S.L.T.T. : club de Tennis de table. - Lesquin Badminton - Courir ensemble à Lesquin : Association organisatrice des Foulées Lesquinoises. | - Arts martiaux Lesquin : club de Taï-Jitsu et de Karaté. - Escapade Lesquinoise : club d'escalade (en salle). - ESM Gymnastique Volontaire Féminine - Pétanque Club Lesquinois - Lesquin, ça marche : Randonnée pédestre. - Top Forme : Musculation et body-building. - A.S. Monod : Association scolaire. - A.S. Charlemagne : Association scolaire. - Club Aérien Lille Métropole (CALM) : aéroclub basé sur l'aéroport international de Lille-Lesquin |

## Économie
La commune abrite le siège social de 11 grandes entreprises (plus de 10 M€ de chiffre d'affaires)  avec une dominante de vente en gros.

### Liste des entreprises
- Bigben Interactive
- Emil Frey France

## Culture et patrimoine

### Lieux et monuments

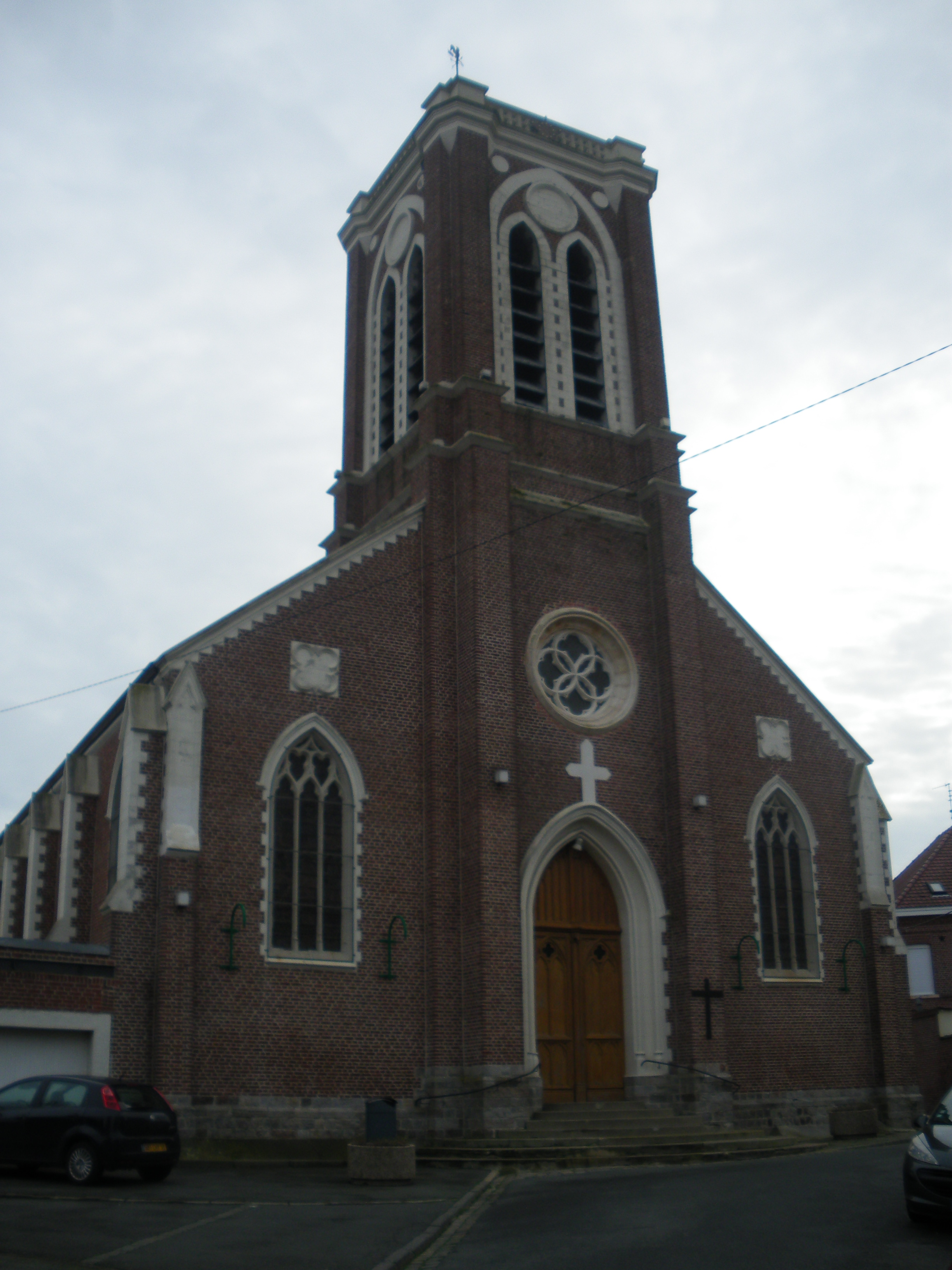
L'église Saint-Barthélémy.

Une nécropole mérovingienne a été découverte au hameau de Merchin
- Tradition : les géants Hippolyte et Titée.
- Église Saint-Barthélemy, construite vers 1854 par Charles Leroy, l'architecte lillois de la cathédrale Notre-Dame de la Treille.

### Personnalités liées à la commune
- Charles Devendeville : nageur champion olympique
- Cédric Carrez : ancien footballeur professionnel.
- Louis Joseph Descat : Parlementaire, il repose au cimetière de Lesquin.
- Fabien Leclercq : ancien footballeur professionnel.
- Vanessa Boslak : athlète professionnelle spécialiste du saut à la perche.
- Pierrick Capelle, footballeur professionnel.
- Mary Patrux, présentatrice et journaliste sportive.

### Héraldique
|  | Les armes de Lesquin se blasonnent ainsi : « D'or, à la croix engrêlée de gueules. » [réf. nécessaire] |

### Musique
- Harmonie municipale La Concorde
- Brass Open de Lesquin : Festival Européen de cuivres.

## Pour approfondir